# Изгоняющий дьявола 3
«Изгоняющий дьявола 3» (англ. The Exorcist III) — американский психологический фильм ужасов 1990 года, написанный для экрана и снятый Уильямом Питером Блатти на основе его романа 1983 года. Это третья часть цикла фильмов «Изгоняющий дьявола». В фильме снимались Джордж С. Скотт, Эд Фландерс, Джейсон Миллер, Скотт Уилсон, Никол Уильямсон и Брэд Дуриф.
Действие «Изгоняющего дьявола 3» происходит через пятнадцать лет после событий «Изгоняющего дьявола» (1973), игнорируя события «Изгоняющего дьявола 2: Еретик» (1977). В фильме рассказывается о персонаже из оригинального фильма, лейтенанте Уильяме Киндермане, который расследует серию демонических убийств в Джорджтауне, имеющих черты Близнецов, покойного серийного убийцы. Блатти основывал аспекты Убийцы Близнецов на реальном Убийце Зодиака, одном из нескольких серийных убийц, которым понравился оригинальный фильм.
Блатти, написавший в 1971 году роман «Изгоняющий дьявола» и сценарий к его экранизации 1973 года, задумал третий фильм под руководством режиссера первого Уильяма Фридкина. Когда Фридкин покинул проект, Блатти адаптировала сценарий в романе «Легион». Morgan Creek Productions купила права на экранизацию с Блатти в качестве режиссера. К разочарованию Блатти, Морган Крик потребовал значительных изменений в последнюю минуту, включая добавление сцены изгнания нечистой силы для кульминации. Несмотря на то, что некоторые исходные кадры кажутся безвозвратно утерянными, Scream Factory выпустила режиссерскую версию ближе к видению Блатти в 2016 году, с кадрами, собранными из разных источников.
«Изгоняющий дьявола 3» был выпущен в США 17 августа 1990 года компанией 20th Century Fox. Фильм получил смешанные отзывы критиков и собрал внутри страны неплохую кассу, а именно 44 миллиона долларов при производственном бюджете в 11 миллионов долларов.

## Сюжет
12 лет спустя. Фильм начинается с того, как кто-то идёт по улице Джорджтауна. Затем, камера перемещается к лейтенанту Уильяму Киндерману, на место преступления, где был убит 12-летний мальчик Томас Кинтри. Киндерман взял своего друга, отца Даера, на сеанс своего любимого фильма «Эта прекрасная жизнь». После окончания фильма Киндерман проясняет детали убийства мальчика. Вскоре, свершилось второе убийство: священник был обезглавлен в церкви. Даер был госпитализирован и наткнулся на убийцу на следующий день, который его кровью написал «Эта прекрасная жизнь» на стене палаты.
Разговаривая с медицинским персоналом, понял причины своего беспокойства по поводу серийных убийств: 15 лет назад был казнён серийный убийца Гемини. На левой руке каждой жертвы он вырезал знак Зодиака. Киндерман заметил, что руки трёх жертв были отмечены знаком Гемини. Кроме того, чтобы сдерживать ложные признания, секреты истинного убийцы не разглашались, СМИ сообщали неправильное описание убийцы, так как Гемини делал метку на спине жертвы, а не на левой руке.
Киндерман посетил главного психиатра клиники, доктора Темпла, который поведал детективу историю о психопате, содержащимся в 11-й камере: 15 лет назад он был найден скитающимся с амнезией. Киндерману он напомнил своего умершего друга, отца Даймена Карраса. Пациент утверждал, что он — убийца Гемини, игнорировал разговоры об отце Каррассе и хвастал тем, что убил отца Даера.
На следующее утро медсестра и доктор Темпл были найдены мёртвыми. Киндерман вернулся в 11-ю камеру к пациенту, одержимому душой Гемини, которая, после казни убийцы, поселилась в теле умирающего Карраса. Демон Пазузу, захвативший Реган, был изгнан из девочки, и, решив отомстить, направил душу Гемини в экзорциста. Каждый вечер, душа Гемини покидает тело Карраса и захватывает пожилых людей, больных деменцией, содержащихся в больнице, и заставляет их совершать убийства. Гемини, под угрозой вечных страданий, заставил доктора Темпла привести Киндермана к нему, доктор поверил в блеф убийцы, но, не сдержав давления, закончил жизнь самоубийством.
Гемини захватил старуху-медсестру, которая провалила попытку убить Джули, дочь Киндермана. Одержимая атаковала Киндермана, прибывшего домой с плохими предчувствиями, но атака внезапно прекратилась, так как в тот момент в коридор, ведущий к 11-й камере, зашёл экзорцист отец Морнинг. Обряд прошёл неудачно, и священник погиб. Кидерман прибыл вовремя и пытался сделать Каррасу эвтаназию, но силой одержимого оказался прикованным к стене. Из последних сил, Морнинг поднимает распятие и советует Киндерману бороться. Киндерман побеждает и, изгнав дух Гемини, стреляет в Карраса, освобождая его от мучений. Фильм кончается на похоронах Карраса.

## В ролях
- Джордж К. Скотт — лейтенант Уильям Киндерман
- Эд Флэндерс — Отец Джозеф Кевин Дайер
- Брэд Дуриф — убийца-близнец (Гемини)
- Джейсон Миллер — Отец Дэмиен Каррас / пациент X
- Никол Уильямсон — Отец Пол Морнинг
- Скотт Уилсон — доктор Темпл
- Нэнси Фиш — медсестра Эллертон
- Джордж ДиЧенцо — Стедман
- Дон Гордон — Райан
- Ли Ричардсон — президент университета
- Гранд Л. Буш — сержант Аткинс
- Мэри Джексон — миссис Клелиа
- Вивека Линдфорс — медсестра Х
- Кен Лернер — доктор Фридмэн
- Трэйси Торн — медсестра Китин
- Барбара Бэксли — Ширли
- Гарри Кэри-мл. — Отец Канаван

## Отзывы
По состоянию на июнь 2023 года веб-сайт сводных обзоров Rotten Tomatoes сообщил, что 57% критиков дали фильму положительные отзывы на основе 44 обзоров с оценкой 5,70/10. Критический консенсус гласит: «Третья часть — это разговорчивое литературное продолжение с некоторыми пугающими моментами, которые соперничают с оригиналом».
Британский кинокритик Марк Кермоуд назвал его «сдержанным, навязчивым чиллером, который стимулирует как адреналин, так и интеллект», а обозреватель New York Times Винсент Кэнби сказал: «Изгоняющий дьявола 3» лучший фильм в серии после оригинала».
Критик Брайан Маккей из efilmcritic.com заметил, что фильм «не такой пугающий, как первая история», но «по крайней мере является качественным продолжением», его стоит посмотреть, но он страдает от многих «неравномерных» аспектов.
Народный писатель Ральф Новак начал свой обзор словами: «Как киносценарист-режиссер, Уильям Питер Блатти подобен хорошему близнецу Дэвида Линча: он эксцентричен, оригинален, забавен и смел, но у него также есть чувство вкуса, темпа, и сдержанность — что означает, что это один из самых проницательных, остроумных, самых напряженных и самых приятных фильмов ужасов, когда-либо созданных».
Оуэн Глейберман из Entertainment Weekly написал: «Если сиквелы обычно разочаровывают, то триквелы часто намного, намного хуже. Может показаться, что в них ничего не происходит, кроме смутного бормотания об оригинальном фильме — бормотания, которое в основном напоминает вам то, что не доставлено». Он также назвал «Изгоняющего дьявола 3» «пепельно-серой катастрофой, которая напоминает кошмарный урок катехизиса или фильм ужасов, снятый депрессивным монахом».
В британском журнале Empire кинокритик Ким Ньюман заявил, что «главным недостатком фильма является сюжет карточного домика, который постоянно рушится».
Кевин Томас из Los Angeles Times назвал «Изгоняющего дьявола III» «красивым, классным художественным фильмом», который «не полностью работает, но предлагает гораздо больше, чем бесчисленное количество менее амбициозных фильмов».
Зрители, опрошенные CinemaScore, поставили фильму оценку «C» по шкале от A до F.